# 乌蒙山

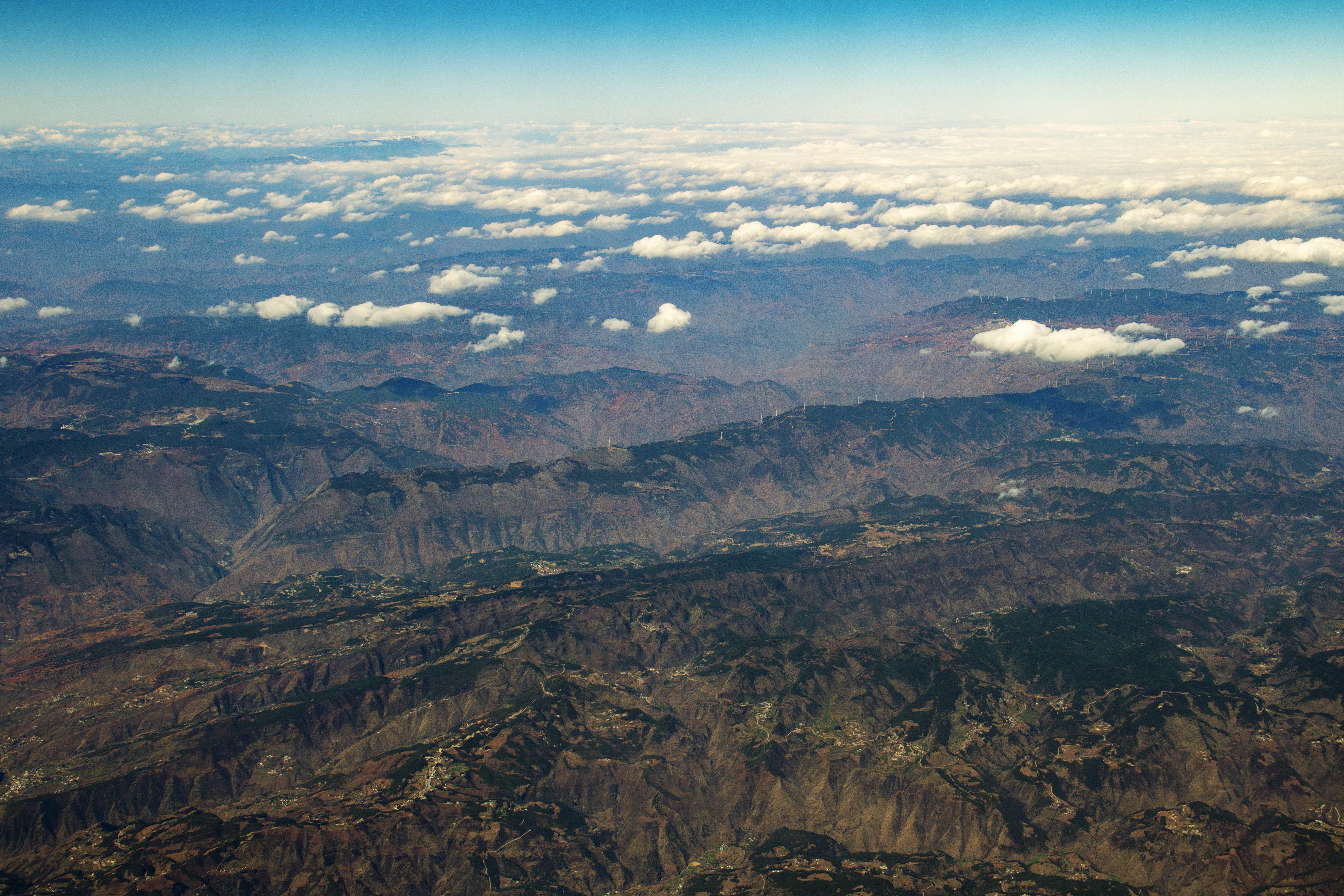
威宁县境内乌蒙山

乌蒙山，是中国西南部云贵高原上主要山脉之一，东北-西南走向，是长江和珠江的分水岭。乌蒙山北起云南、贵州两省边界，南至云南昆明境内，全长250公里，山区范围包括四川省泸州、乐山、宜宾、凉山州14县，云南省昆明、曲靖、昭通、楚雄州15县，和贵州省遵义、毕节地区10县。乌蒙山主峰韭菜坪位于贵州六盘水和毕节赫章县交界地区，海拔2900米，为贵州最高峰。凉都六盘水境内乌蒙山区设有国家地质公园。